# アシタノヒカリ
「アシタノヒカリ」は、AAAの47枚目のシングル。2015年5月27日にavex traxから発売された。アニメワールドトリガーの主題歌にもなった。

## 概要
- 前作「GAME OVER?」から約1ヶ月ぶりの発売となる。
- 西島からの歌い出し。
- CD盤、初回生産限定アニメ盤、ミュージックカード盤の3形態で発売。
- CD盤には世界初となる「AR技術による3Dキャプチャードール」が封入される。
- mu-mo盤ではLIVE応募チケット付き。7ヶ月連続シングルリリース企画で全シングル買うと9/13・14に行われる『AAA10周年スペシャルLIVEイベント』へ参加出来るLIVE応募チケット付き。
- 2015年9月のデビュー10周年に向かって、10周年イヤーを飾る7ヶ月連続シングルリリース企画の第5弾でミディアムアップチューンナンバー。
- 7ヶ月連続シングルリリース企画の対象となっている、第1弾の43rdシングル「I'll be there」から第7弾の49thシングル「LOVER」のジャケットを全て並べるとATTACK ALL AROUND（アタック・オール・アラウンド）の文字が出てくる仕掛けとなっている。CDの帯も同様な仕掛けがある。
- シングル表題曲が全カタカナ表記になっているのは、27thシングル「ダイジナコト」以来約4年ぶりである。

・アニメ「ワールドトリガー1stシーズン」(第 24話-第47話)オープニングテーマ。

## 収録曲

### CD
1. アシタノヒカリ [3:45]
(作詞：溝口貴紀 / Rap詞：Mitsuhiro Hidaka / 作曲：丸山真由子 / 編曲：ats-）
テレビ朝日系アニメ『ワールドトリガー』オープニングテーマ
2. アシタノヒカリ（Instrumental）[3:43]

### ミュージックカード
1. アシタノヒカリ